# Изповедта на един македонски четник
„Изповедта на един македонски четник“ (на английски: Confessions of a Macedonian Bandit: A Californian in the Balkan Wars) е книга на американския журналист Алберт Сониксен, описваща национал-освободителните революционни борби на българите в Македония в началото на XX век.
Авторът навлиза с чета на ВМОРО в Македония. Книгата описва срещите на автора с дейци на организацията в района между Енидже Вардар и Битоля през цялата 1906 година. Подробни описания Алберт Сониксен дава на Апостол Петков, Лука Иванов и други войводи, на конфликтите между българските чети и дейците на гръцката въоръжена пропаганда в Македония и на турските властови своеволия. Книгата е издадена през 1909 година в Ню Йорк и търпи множество преиздавания. На български книгата е издадена през 1927 и 1968 година, а за трети път през 1983 година от „Издателство на Отечествения фронт“.